# Saharanpur
Saharanpur es una ciudad y una corporación municipal en el estado de Uttar Pradesh en el norte de la India.
En esta ciudad se encuentra la administración del distrito de Saharanpur. A 140 km al sureste se encuentra la ciudad de Chandigarh y a 170 km Nueva Delhi, su altitud es de 269 m s. n. m.
Su población es de 705478 habitantes según el censo del año 2011.
Está dentro de una región famosa por la producción abundante de arroz, azúcar y frutas, Saharanpur es una de las ciudades más florecientes de Uttar Pradesh, es internacionalmente famosa por las artesanías realizadas en talla de madera.
Hay instaladas empresas agro industriales, se fabrica papel, cigarrillos y telas.